# 트루가니니

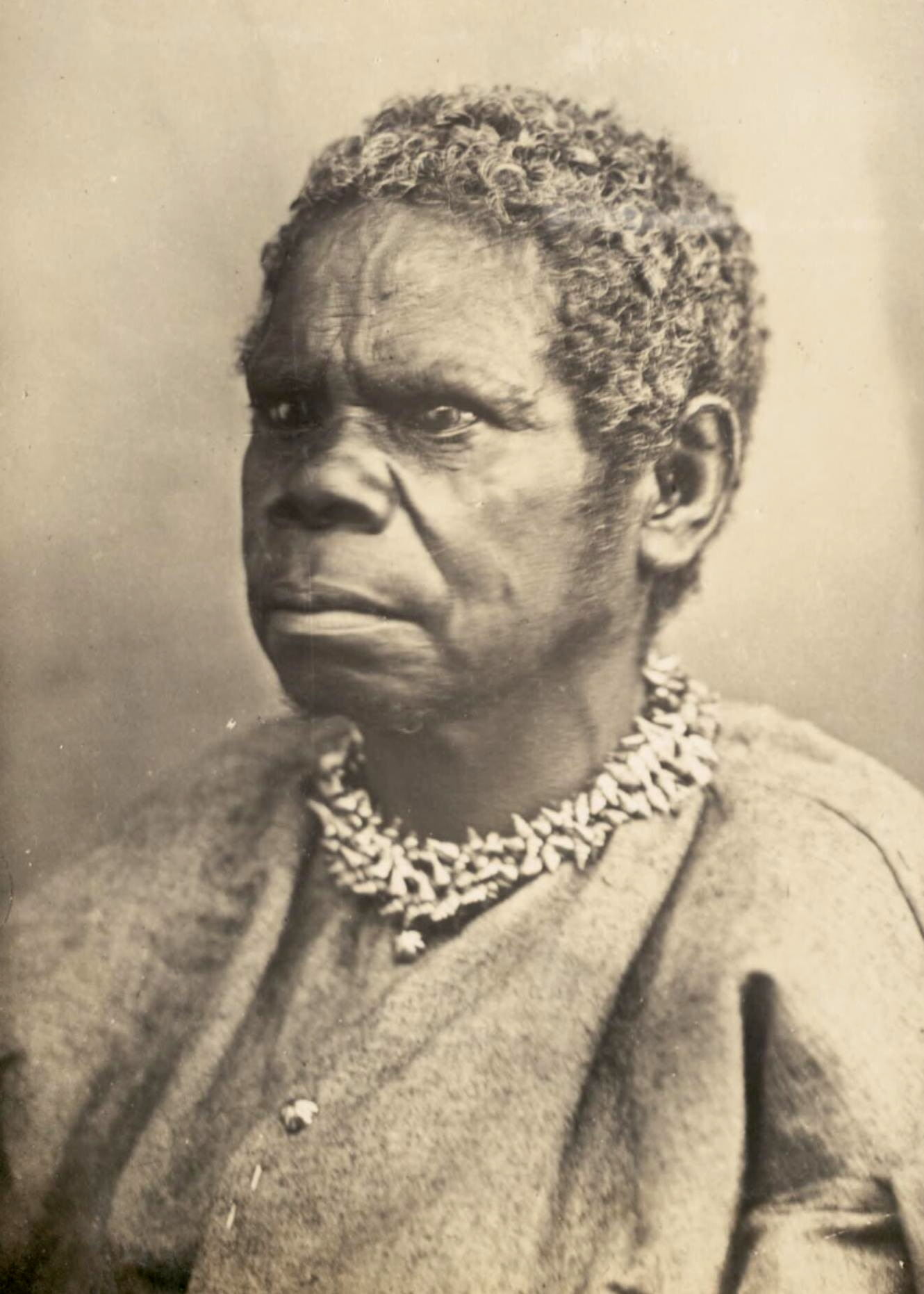
트루가니니

트루가니니(Truganini, 1812년 경-1876년 5월 8일)는 오스트레일리아의 마지막 순혈 태즈메이니아 원주민으로 알려진 여성이다.